# Might and Magic III: Isles of Terra
Might and Magic III: Isles of Terra — третья игра из серии RPG Might and Magic, созданная компанией New World Computing в 1991 году. В России официально не выходила. Разработанная изначально под платформу MS-DOS, игра впоследствии была портирована на ряд популярных игровых приставок 90-х гг. Версия для Sega Genesis была разработана, но так и не выпущена.
Сюжет игры продолжает события предыдущих частей, в частности Might and Magic II: Gates to Another World.

## Сюжет
События игры продолжают сюжет прошлых игр и имеют научно-фантастическую основу. В их основе лежит противостоянии двух киборгов, созданных высокотехнологичной расой Древних (англ. Ancients), колонизаторов многих планет галактики. На каждую планету, подлежащую колонизации, ставится своего рода смотритель, так называемый Страж (англ. Guardian), призванный контролировать процесс под видом вождя самого развитого племени или короля могущественного царства. Один из киборгов, Шелтем (англ. Sheltem), обретает самосознание и нарушает заложенные в него директивы, решая, что он сам будет управлять вверенными ему мирами так, как ему вздумается. Чтобы остановить и устранить мятежника, Древние посылают за ним другого киборга, Корака (англ. Corak).
После победы над Шелтемом на планете CRON, герои другой планеты, Терра (англ. Terra), оказываются втянутыми в новое противостояние Стражей: они должны помочь Кораку в попытке снова остановить Шелтема и попытаться раз и навсегда положить конец его разрушительным действиям. Имена героев по умолчанию: Sir Caneghem, Crag Hack, Maximus, Resurrectra, Dark Shade, Kastore, Robert the Wise и Tolberti.
На протяжении игры искатели приключений путешествуют по островам Терры, группе отдельных плоских микромиров, переправленных в прошлые времена из Пустоты на океаническую планету Терра самим Шелтемом. Прекратив подчиняться своим создателям − Древним − Шелтем планирует отправить острова со всем населением к центрам звёзд с целью уничтожения. Руководствуясь заметками Корака о Древних, герои следуют за Стражами, сражаясь на своём пути со всевозможными противниками.
В заключительной части игры герои входят в так называемый «Лабиринт ада» и получают звание «Ultimate Adventurers». Раскрывая секреты прошлого планеты, они получают доступ к Пирамидам Древних, отыскав «Главный Центр Управления». Они оказываются на подводном материнском корабле, который в прошлом использовался Древними для колонизации Терры до её погружения под воду.
В конце игры Шелтему удаётся захватить спасательную капсулу на подводном космическом корабле и он, скрываясь от Корака, отправляется в другой мир − XEEN. Корак следует за ним, после чего он связывается с героями, инструктируя их о способе постройки межзвёздного судна − «Линкольна» (англ. Lincoln). Герои строят корабль, и отправляются на нём вслед за Стражами, и подразумевается, что они также должны добраться до XEEN-а. Тем не менее, они отклоняются от курса, и случайно попадают на совершенно другую планету (в дальнейшем эти герои фигурируют в сюжете Might and Magic VII: For Blood and Honor).

## Игровой процесс
Might and Magic III использует обновлённый, полностью цветной графический интерфейс с видом от первого лица, хотя за основу всё же был взят движок предыдущих игр. Игрок управляет группой персонажей, передвигающимися по игровым локациям, условно поделённым на квадраты, путешествует по игровому миру, общается с неигровыми персонажами, сражается с противниками в процессе выполнения различных заданий (квестов).
Благодаря расширенной команде разработчиков и новым достижениям в компьютерных технологиях тех лет игра заметно отличается от предшественницы — Gates to Another World. Она сопоставима с VGA-дисплеями, а потому графика стала гораздо более красочной. Игра стала поддерживать ряд звуковых карт, предлагающих улучшенные звуковые эффекты, фоновую музыку, а также синтезированную речь. Впервые появилась поддержка компьютерной мыши.

Скриншот из игры. Портал между измерениями.

Текстовые описания персонажей впервые заменены портретами на экране, на котором изображены лица, меняющие выражения в зависимости от состояния персонажа. Заклинания выбираются из списка: в предыдущих играх серии нужно было указывать их с помощью числовых кодов. Карты уровней больше не ограничиваются сеткой 16x16, а функция автоматического сопоставления устранила необходимость рисовать карты на бумаге. Кроме того, противников теперь можно увидеть, когда они приближаются издалека. В предыдущих играх вражеские существа обнаруживались только тогда, когда они находились на одном квадрате с персонажами игроков, что затрудняло уклонение от боя. Соответственно впервые было введено оружие дальнего боя. В конце боя игрокам не нужно «искать» добычу, как в предыдущих играх. Режим боя стал полностью анимированным по сравнению с текстовым из прошлых частей.
Игрок может сохранить игру практически в любое время, за редкими исключениями. В предыдущих играх для сохранения можно было зайти в Гостиницу и «записаться» на ночлег. Сохранение игры также записывает, что противники были убиты; в предыдущих играх переход на уровень из Гостиницы каждый раз вновь заполнял её противниками.

## Рецензии
| Иноязычные издания | Иноязычные издания |
| Издание            | Оценка             |
| ------------------ | ------------------ |
| Dragon             | [ 3 ]              |
| EGM                | 6/10 (SNES)        |

Джонни Л. Уилсон из Computer Gaming World в 1991 году заявил, «что игра понравится как новым, так и опытным игрокам в Might & Magic». В 1992 году журнал назвал её одной из лучших ролевых игр года, сославшись на «новый графический вид, использование звука и увлекательный игровой процесс». Обозревательница журнала Computer Gaming World Scorpia также дала позитивную оценку, написав в 1993 году, что «Might & Magic III был большим улучшением серии, и в неё стоит сыграть». В 1992 году игра была рассмотрена в выпуске журнала Dragon № 177 журналистами Хартли Лессером, его супругой Патрисией и сыном Кирком в колонке The Role of Computers.
Рассматривая версию для SNES, Майк Вейганд из Electronic Gaming Monthly сказал, что это "приличная ролевая игра с … солидной сюжетной линией и отличной музыкой, но с плохим интерфейсом. К тому же при пошаговом передвижении следующий кадр появляется на экране с некоторым запозданием.
В 1994 году редакторы издания PC Gamer US назвали Might & Magic III «25-й лучшей компьютерной игрой за всю историю». Редакция назвала её «одним из самых увлекательных приключений в ролевых играх».